# Francisco Manuel de Ataíde
Francisco Manuel de Ataíde (Lisboa, bp. 7 de Janeiro de 1565 - 1624) foi um nobre português, 1º conde da Atalaia.

## Biografia
Foi baptizado em Lisboa, na freguesia do Castelo, em 7 de janeiro de 1565.
Seu pai era Nuno Manuel, ou Nuno II Manoel, senhor de Salvaterra de Magos, Tancos, Atalaia e Cimeira, alcaide-mor de Marvão, filho de D. Fradique Manuel e de D. Maria de Ataíde (herdeira do senhorio de Penacova, que havia casado anteriormente, em primeiras núpcias, com D. Afonso de Noronha, herdeiro da casa dos condes de Odemira).
Embora genealogistas da época afirmassem ser D. Francisco Manuel tetraneto do rei D. Duarte de Portugal, o genealogista e historiador dos séculos XIX e XX, Anselmo Braamcamp Freire, demonstraria, na sua obra Brasões da Sala de Sintra (Livro Terceiro), que isso não correspondia à realidade, sendo o 1.º conde de Atalaia, segundo incontroversas evidências documentais, tetraneto por varonia de D. João Manuel (1416 - 1476), bispo da Guarda.
O pai do 1.º conde de Atalaia, o referido Nuno Manuel, casara com D. Joana de Ataíde, filha de António de Ataíde, 1.º Conde da Castanheira e de D. Ana de Távora. Em 1574 foi feito embaixador na França e acompanhou o rei D. Sebastião de Portugal na campanha em África, morrendo na batalha de Alcácer Quibir em 1578. De Joana de Ataíde, D. Nuno Manuel teve:
- Fradique (m. Alcácer Quibir, 1578)
- Francisco Manoel de Ataíde
- António (m. Índia, 1600)
- João Manuel de Ataíde (1570 - Lisboa, 1633), bispo de Viseu e de Coimbra, depois arcebispo de Lisboa e vice-rei de Portugal.
- Francisca, casada com Manoel Mascarenhas, senhor de Gocharia
- Maria, abadessa
- Madalena, freira
- Catarina, freira
- Ana, freira
- Eufrásia, freira
- Violante, abadessa de Vila Longa

Francisco Manuel de Ataíde, que passara assim a ser o filho primogénito, depois da morte em combate de seu irmão Fradique, em Alcácer Quibir, foi feito 1.º conde da Atalaia em 17 de Agosto de 1583, por carta de Filipe I de Portugal. 
(Em 1466 houvera já, em outra família, um 1.º conde de Atalaia, D. Pedro de Melo, falecido sem conseguir passar o título a seu filho, que sofria de problemas mentais; tendo ficado por isso extinto este primeiro título de conde de Atalaia, e regressado à Coroa duas das vilas de que D. Pedro de Melo fora senhor: Atalaia e Asseiceira).

## Casamento e descendência
D. Francisco Manuel casou, c. 1604, com Iria de Brito, filha de João de Brito com D. Antónia de Ataíde (irmã de D. Luís de Ataíde, 3.º Conde de Atouguia), e neta de Lopo de Brito, capitão de Ceilão; a condessa de Atalaia era viúva de D. Diogo Pereira (1570 - 1595), herdeiro da casa dos condes da Feira.
Deste casamento, teve o 1.º conde de Atalaia um único filho:
- Nuno Manuel, nascido em 1605, que morreu em Junho de 1619 de uma queda de cavalo; de modo que a sucessão no título passaria, afinal, para o irmão do 1.º conde, Pedro Manuel de Ataíde, que foi assim o 2.º conde de Atalaia.[1]